# دورا كامنسكي
دورا كامنسكي (بالإنجليزية: Dora Kaminsky)‏ هي رسامة وعارضة أمريكية، ولدت في 1909 في نيويورك في الولايات المتحدة، وتوفيت في 1977 في تاوس في الولايات المتحدة.